# TVチャンピオン
『TVチャンピオン』（テレビチャンピオン、TV CHAMPION）は、1992年4月16日から2006年9月21日までテレビ東京系列で毎週木曜日19:30 - 20:54に放送されていた競技型バラエティ番組である。毎週世の中のあらゆる事象をテーマとし、その道の達人たちが真剣勝負を繰り広げチャンピオンを決定する。キャッチコピーは「明日は君がチャンピオン!」（開始当初より）、「誰にでも負けたくないものがある」（2002年4月から終了まで）
BSジャパンでは過去に地上波で放送したものを継続放送していた（放送順は地上波と異なり、放送された時期が不規則）。
スタジオ収録のみハイビジョン制作。4:3 SDロケーション収録映像の両サイドの空白部分にあるのは画面右側に選手権の名称が、左側には英文字による番組タイトルまたはテレビ東京のウェブサイトのURIを表示していた。

## 番組概要
1992年4月16日・木曜20時 (20:00 - 20:54) に60分枠として放送を開始し、1993年10月21日から90分枠 (19:30 - 20:54) へと拡大した。
枠拡大の前後の期間では番組の平均視聴率は15%超えを連発し、その中でも1993年10月21日放送の「第2回 全国選抜和菓子職人選手権」では番組歴代最高となる20.1%を記録している（テレビ東京のバラエティ番組の中で視聴率20%超えを達成しているのは、本番組と『開運!なんでも鑑定団』だけである）。
なお、歴代最低視聴率は1993年7月の衆議院総選挙後に放送された「全国政界・選挙通選手権」（1993年9月23日放送）が記録した2.7%である。
末期は平均視聴率は7 - 8%前後に低下しており、2006年10月にはアニメ『NARUTO -ナルト-』が木曜日19:30 - 19:57枠に移動することから本番組は同年9月21日をもって終了し、10月19日からは放送時間を60分枠に再縮小し、『TVチャンピオン2』に改題・リニューアルした。同番組終了後は『チャンピオンズ〜達人のワザが世界を救う〜』が放送された。
放送期間は2006年9月21日までの14年6ヶ月、放送回数も797回を数えた長寿番組である。なお公式の見解として『TVチャンピオン2』も本番組の放送期間として含めているため、『TVチャンピオン2』の放送期間2年間、全放送回数78回を含めると実質的な放送期間は16年6ヶ月、通算放送回数は875回に及ぶ。

## 復活放送
2010年4月15日に「TVチャンピオン特別版・レゴブロック王選手権2010」のタイトルで『チャンピオンズ』を含めて番組終了後、初の復活放送を行なった。どの復活放送でもスタジオMCは存在せず、全編ロケーションVTRのみとなっており以降何回か放送されている。
また、2010年10月から2012年3月まで放送されていた『月曜プレミア!』枠において限定復活することが発表され、タイトルは「TVチャンピオンR」に改称して、ナビゲーターに福澤朗を迎えるなど出演者やナレーターを一新した。しかし、こちらは同年にわずか2回放送されただけでその後は放送されなくなった。
レゴブロックをテーマとした企画は2011年以降も続き、同年7月21日に「TVチャンピオン特別版・レゴブロック王選手権2011」が放送され（当初は4月14日放送予定であったが、東日本大震災発生の影響で収録自体が延期となった）、2012年7月3日には「TVチャンピオン特別版・芸能人レゴブロック王選手権」が放送された（ただし、この回はローカルセールス枠での放送のため同日、プロ野球中継が組まれたテレビ北海道では8月7日火曜日の19:00 - 20:54に放送。
『ありえへん∞世界』の2時間スペシャルに差し替えられたTVQ九州放送では7月24日火曜日の19:00 - 20:54に放送。また、奈良テレビでは7月31日火曜日の20:00 - 21:54に放送）。また、2013年1月1日には「TVチャンピオン正月SP レゴブロック王選手権 ザ・レジェンド」が関東ローカルで放送された。
2020年5月10日には、番組のファンだった著名人や伊集院光、松本明子らがリクエストした“もう一度見てみたい伝説の名場面や珍場面”を振り返る特別編「『TVチャンピオン』大食いから手先が器用まで…もう一度見たいリクエストSP」（『日曜ビッグバラエティ』枠、18:30 - 21:54）を放送。
2022年3月20日には、本番組発の「コロコロからくり装置王選手権」を派生特番化した『全日本コロコロからくり装置王決定戦!』が『日曜ビッグバラエティ』枠（18:30 - 21:00）で放送。
2023年12月17日には、『日曜ビッグバラエティ』枠で『TVチャンピオン3』（18:30 - 20:30）が放送された。本編自体は2008年9月の『TVチャンピオン2』終了以来15年ぶり、シリーズものを含めると2019年9月の『TVチャンピオン極 〜KIWAMI〜』終了以来4年ぶりとなる。

## 出演者

### スタジオMC
TVチャンピオン時代
- 田中義剛（1992年4月16日 - 2006年9月21日）
- 松本明子（1992年4月16日 - 2000年3月30日、9月28日 - 2006年9月21日）
- 東ちづる（1992年4月16日 - 1995年3月30日）
- マルシア（2000年4月6日 - 9月28日／松本の産休時に代理司会を務めた）
- 大橋未歩（2005年4月21日 - 2006年9月21日／当時テレビ東京アナウンサー）

1995年3月に150回目を迎えたのと同時に東が降板して以降は司会者が2人体制となった為、スタジオゲスト1名（1組）が出演する様になった。2005年4月に大橋が加入して再び3人体制となった後も引き続きゲストを招いていた。
2000年9月28日は松本が復帰しマルシアから交代するにあたり、引き継ぎを兼ねて3人で進行。この回は通常の企画は行わず、スタジオで中村有志の進行の下で3人がVTRを見ながらクイズで競う総集編企画が行われた。
TVチャンピオン特別版 芸能人レゴブロック王選手権
- 草野仁
- 若林正恭（オードリー）
- ローラ

TVチャンピオン正月SP レゴブロック王選手権 ザ・レジェンド
- 狩野英孝
- 狩野恵里（テレビ東京アナウンサー）

全日本コロコロからくり装置王決定戦!
- 東野幸治
- 新川優愛
- 哀川翔 - 審査員ゲスト
- チョコレートプラネット（長田庄平・松尾駿） - 同上
- テリー伊藤 - 同上
- 米村でんじろう（サイエンスプロデューサー） - 同上

TVチャンピオン3
- チョコレートプラネット（長田庄平・松尾駿）

### ラウンドMC
TVチャンピオン時代
以前は「レポーター」「ロケMC」など呼称がバラバラだったが、2005年5月26日放送分から「ラウンドMC」に統一された。これまで番組においてこのラウンドMCを務めた芸能人は70人以上に及び、司会の田中や松本明子もまれにラウンドMCとしてロケに参加することがあった（この項では、10回以上ロケに参加したラウンドMCを記録していく）。なおMCが持っているマイクには毎回競技にちなんだデコレーションをされているが、しない場合もある。
- 中村有志 - 番組1年目からMCとして起用され、全797回中半分にあたる358回もラウンドMCを務めた[1]。自分が出ていない選手権にも詳しく、まさに「TVチャンピオンの生き字引」的存在。
- デビット伊東 - 1997年頃までMCとして起用される。当時は中村有志とのツートップ的存在だった。第3回「プロモデラー王選手権」にて山田のコメントに涙する場面が印象的。
- 彦摩呂 - 番組初期から起用されている数少ない1人。「大工王」や「ラーメン王」など看板企画を何度も担当しており実力は折り紙つきだが、ここ2年はグルメレポーター業が多忙のためか番組には出演していなかった。しかし最終回となった2006年9月21日の「小学生料理人選手権」で、2つの料理から1つを選ぶというグルメ番組とだまされて日本料理店で選手の作った料理を食べるという審査員役で登場した。ただしドッキリで呼んだため、TVチャンピオンの審査であることを知ったのは結果が出た後である。
- 山崎まさや（ジョーダンズ） - 2002年頃から起用された。番組終了直前では一番起用頻度が多かった。
- 松本明子 - 番組初期からスタジオ出演とともにたびたび起用されたが、東ちづるの降板以降はスタジオ司会がメインとなりラウンドMCからは一線を退いた。大食い選手権は第5回まで松本がロケMCとして出演していた。『TVチャンピオン2』へ移行後は再びラウンドMCとして出演する事も多々ある。
- 梶原しげる - 主に「コロコロからくり装置王」など、実況が必要となる選手権で起用されることが多い。
- 石本武士（ドロンズ石本） - 「やせさせ王」や海外ロケものなど、長期収録の選手権で起用されることが多い。
- 辻よしなり - 「小学生料理名人」や「小学生IQなぞなぞ王」など、未成年限定の選手権で起用されることが多い。
- ミスターちん - 主に「ケーキ職人」やリフォーム系選手権で起用されることが多い。こちらもレポーター業の多忙のためか、番組末期は出演していなかった。
- 乱一世 - 番組初期を支えた一人。1997年頃から出演しなくなり、2002年の「アイドル料理名人」に起用されたのが最後である。
- 佐藤正宏
- 住田隆（ビシバシステム）
- 斉木しげる
- イジリー岡田
- 木之元亮
- つるの剛士
- やるせなす
- 笹峯愛
- 寺門ジモン（ダチョウ倶楽部）
- 北野誠

復活放送時代
- 原口あきまさ - 『レゴブロック王選手権2010』、『レゴブロック王選手権2011』
- おかもとまり - 同上
- ペナルティ - 同上
- 上原美優 - 『レゴブロック王選手権2010』
- 関根麻里 - 同上
- 髭男爵 - 『金魚すくい王選手権』、『小学生料理人選手権』
- 松村邦洋 - 『中華料理王選手権』
- 小島秀公（テレビ東京アナウンサー） - 『芸能人レゴブロック王決定戦』

全日本コロコロからくり装置王決定戦! リポーター
- 渡辺花（仙台ご当地リポーター）
- 小川綾乃（静岡ご当地リポーター）
- 高木由梨奈
- 中嶋空（TVQ九州放送アナウンサー）
- 立川周（テレビ東京アナウンサー）
- 今井美桜
- 田﨑さくら
- 野沢春日（テレビ東京アナウンサー）

TVチャンピオン3 リポーター
- 酒井健太（アルコ&ピース） - 『和菓子職人選手権』
- 中村ゆうじ - 『手先が器用選手権』
- チャンス大城 - 『ダンボールアート王選手権』

### ナレーター
TVチャンピオン時代
- 田中信夫 - 選手の表情など
- 関口伸 - 主にルール説明や選手紹介、正解発表

2005年5月26日放送分から、両ナレーターの名前はエンディングでのスタッフテロップで表示されるようになった。以前はVTRの途中に表示されていた。
- 村山明

復活放送時代
- 田中信夫 - 『小学生料理王選手権』まで。『レゴブロック王選手権2010』では女性ナレーターと務めた。
- 繁田美貴（テレビ東京アナウンサー） - 『金魚すくい王選手権』〜『小学生料理王選手権』まで。
- 石田彰 - 『レゴブロック王選手権2011』
- 山崎優 - 『レゴブロック王選手権2011』
- キートン山田 - 『芸能人レゴブロック王決定戦』
- 山口由里子 - 『芸能人レゴブロック王決定戦』
- 窪田等 - 『全日本コロコロからくり装置王決定戦!』

TVチャンピオン3
- 大塚明夫 - 選手紹介、選手の表情など
- 茂木たかまさ - ルール説明、完成披露

### 実況
TVチャンピオン時代
- 矢野武 - 主に「プロモデラー王選手権」など。『TVチャンピオン2』へ移行後は再び実況として出演する事もあった。
- 市川勝也 - 主に「ショベルカー王選手権」など。
- 赤平大（当時テレビ東京アナウンサー） - 主に「引越し屋さん選手権」など。『TVチャンピオン2』へ移行後は再び実況として出演する事もあった。

復活放送時代
- 植草朋樹（テレビ東京アナウンサー） - 『全日本コロコロからくり装置王決定戦!』

## 主な構成
主な構成は司会者とゲストによるスタジオトーク（放送開始当初は司会者3人によるトーク）とロケーションでの競技VTRが交互に展開されるというもの。一般公募などから審査・予選を勝ち抜いた複数名の挑戦者が番組独自のルールで技術・知識を競い、脱落者を出しながらチャンピオンを決定する。例外として人の性格や技術を大きく直す、大きな物を製作する、マグロの一本釣りなど勝負に1週間以上かかる企画では一本勝負にする場合がある。一部の小学生対象企画では以前、ポイント制で全員最後まで残していた。いずれの場合も、最終的に1名のチャンピオンを決定する。尚、基本的には、前回チャンピオンは本選からの登場（=予選免除）ではあるが、立会人として予選から登場する事があった。
チャンピオンはエンディングでスタジオに登場する。競技にかける思いをコメントした後（司会の田中がチャンピオンに対して「○○さんにとって●●とは?」と質問し、それに答えるというパターン）、司会者から優勝カップを受け取り、観客席の最後列中央に設けられた玉座へと向かう（この時エンディングテーマに載せてスタッフロールを表示）。その後募集告知や次回予告が入る。なお、2005年5月19日の放送以前には、CM後のエンドカードで玉座に座ったチャンピオンから視聴者に向けてのコメントが流され、画面左上には「TVチャンピオン（TV-Champion）」、下部には「明日は君がチャンピオン!」の字幕が入っていた（番販・遅れネットの地域では次回予告から後の部分を割愛）。ただし、1996年9月まではスタジオにチャンピオンを呼んでいなかった（後述）。優勝者には大量の紙吹雪で祝福され賞金50万円が贈呈される。チャンピオンは後継番組『TVチャンピオン2』の「CLUB CHAMPION」のメンバーとなり挑戦者からの戦いに応じる。
競技VTRにおいてはナレーターおよびレポーターを設置している。レポーターは競技の全てに帯同し、司会・実況・インタビュアーなどVTR上の全ての進行を一手に担っている。ナレーターは競技説明や選手紹介に留まらず、演出方面への役割も欠かせないものとなっている。
番組の選手権名になる傾向として、2001年頃までは「アイスクリーム王選手権」「スナック菓子通選手権」「鉄道王選手権」等といった特定の分野（商品）の深い知識を問うもの（いわゆる“オタク度”）が多かったが、近年はリフォーム、ジャグリング、料理、園芸等の創作技術を競ったり人間の性格や技術の修正、ペットのしつけの腕を競う大会が中心になりつつある。ただ近年でも「漢字王選手権」や「小学生地理王選手権」「文具王選手権」等は継続して行われる。
また基本的に選手は一般視聴者限定であるが、2002年の「アイドル料理女王選手権」など芸能人参加者（ただし個人として）や芸能人限定の企画も何度か放送されている。
主な芸能人参加者
- 料理苦手アイドル 上達度No.1決定戦（2002年4月11日放送）
  - 平山綾（現・平山あや）、後藤理沙、周防玲子（現・すほうれいこ）、吉野紗香、柳明日香
- 芸能人日本なんでも地理王選手権（2005年9月23日放送）
  - 保阪尚希、水野裕子、矢部太郎（カラテカ）、飯星景子、伊藤克信
- クレーンゲーム王選手権（2006年2月2日放送）
  - 団長（安田大サーカス。ただし本名の安田裕己名義で参加）
- 芸能人弾き語り王選手権（2006年3月9日放送）
  - 嘉門達夫、関口誠人、前田耕陽、テツandトモ、ROLLY、2丁拳銃

## 「ブランド」としての番組
「TVチャンピオン出場」あるいは「現（元）チャンピオン」としての肩書きのもと、各方面で活躍している人は多い。職人選手権のチャンピオンが所属・展開する店が繁盛したり、また主にオタクを対象とした○○通選手権のチャンピオンがその知識を活かして書いた雑誌記事・ガイドブックが評判となったりすることもある。中には魚通・さかなクン（宮沢正之）やラーメン王・石神秀幸のようにテレビ等のメディアで活躍する人もいる。

## エンディングで行うチャンピオンの儀式
初代・「チャンピオンパネル（王者の肖像）」 ※番組上の正式な呼び名はない。
1992年4月16日放送分から1996年9月26日放送分まで使用。
モノクロ加工されたチャンピオンの写真パネルが番組の最後に映し出される。
この写真パネルは放送後2, 3か月程度、映画館を模したスタジオセット（当時。客席の前にあるマルチ画面をスクリーンに見立てていた）の通路側に飾られる(1996年4月11日放送分から同年9月26日まででは通路側に飾られた写真パネルは廃止された)。
この当時のエンディングはチャンピオンをスタジオに呼ばなかったため、客席で司会者（とゲスト）がまとめのコメントをして、最後は客席の全員が立ち上がって退場するところで終わっていた（代わりに出場者募集の告知でチャンピオンが一言喋っていた）。エンドカードは壁に掛けられた額縁にモノクロ写真が映し出されるのをバックにテロップが入っていた。1994年4月7日からシンボルキャラクター・ぴかいちくんが額縁の上からモノクロ写真を掴み降りた後、手を振る演出が設けられた。ゲストが出演するようになってからはその前に赤い幕の前でゲストが「明日は君がチャンピオン!」とコールする映像が挿入されるようになった。
2代目に変わった後も、写真を合成する額縁と周囲の壁の所とぴかいちくんの手を振る演出だけ、エンドカードのコメント部分で流用された。
2代目・「チャンピオンシート(王者の椅子)」
1996年10月3日放送分から2002年3月28日放送分まで使用。
番組リニューアルで、エンディングに優勝者がスタジオに登場するようになってから導入される。
観客席の後方上段に椅子があり、観客席の間に設けられた通路を通って椅子に着座する。
1997年10月16日放送分から観客席の間の階段が点灯、階段脇には観葉植物の装飾が設けられた(1999年4月1日以降は階段の点灯がオレンジと白に点灯する演出が加えられた)。
2000年4月6日放送分からは「あなたにとって○○とは?」に対する優勝者のコメントとともに観客席が2つに割れ、椅子へと続く階段が現れる演出が追加された。なおこの場面になるとエンディングテーマ曲が流れるが、場合によってはLouis Clarkの「A NIGHT AT THE OPERA」（「ハレルヤ」の部分のみ）が流れる回もある。
3代目・「王者の岩」
2002年4月18日放送分から2005年5月19日放送分まで使用。チャンピオンはスタジオセットのメインの背景の火山に開けられたドアからセットの裏に回り、火山の頂上に登って「王者の岩」を持ち上げる。その瞬間にチャンピオンの背後に大量の炭酸ガスが噴射される。
なお、使われていた王者の岩は2種類あり、1つ目は2002年4月18・25日の放送で使用されたが5月2日放送分以降で使用された2つ目は1つ目よりもサイズが大きいものになった。
4代目その1・「勝利の王冠」
2005年5月26日放送「クレイアニメ王選手権」、同8月4日放送「第5回ダンボール王」で使用。司会の松本明子が優勝者に王冠を被せる儀式。ただし王冠のサイズに問題があり上手く乗せることができず、上記5月の放送後にすぐに変更されたが、8月に再使用された理由は不明。
4代目その2・「チャンピオンカップ」
2005年6月16日放送「美しい日本語王選手権」から使用、カップの形は勝利の王冠と同じ。勝利の王冠同様、司会の松本明子が優勝者にチャンピオンカップを贈呈する。

## 番組ロゴ
- 初代　1992年4月16日 - 2002年3月28日
- 2代目　2002年4月18日 - 2005年5月19日（2代目のみロゴが英字表記だった）
- 3代目　2005年5月26日 - 2006年9月21日

## シンボルキャラクター
初代
名前は不明。ギリシャ神話のヘラクレスをデフォルメした感じのキャラクターで頭には月桂冠を、手には優勝カップを携えている。使われたのは観客席後部のセットとCM前のアイキャッチのみだった。
2代目
緑色の生物。数字の1に手足が生えたような形をしている。キャラクターデザインは島崎光広。視聴者から名前を公募し、「ぴかいちくん」と名づけられた。1994年4月7日放送分から2002年3月28日、同年4月11日まで使用された。
3代目
名前は不明。Vの字が刻まれた王者の岩を持ち上げているキャラクターである。キャラクターデザインは対比地一正 +DATATA。2002年4月18日放送分から2005年5月19日放送分まで使用された。なお、2代目の「TVチャンピオン」タイトルロゴはこのキャラクターよりも1回=1週間早く（2002年4月11日放送分：アイドル料理女王）披露された（司会者・ゲストの名前を表示する際のワンポイントCGに使われることもあった）。
2005年5月26日の放送から2006年9月21日の放送分まで使用したのは3代目になる「TVチャンピオン」タイトルロゴ、この変更とともにシンボルキャラクターも廃止された。3代目のロゴおよび新オープニングCGはケネックジャパンのデザインによるものである。司会者やゲストの名前を表示する時にロゴのテレビと王冠の部分が一緒に表示され、ロゴの王冠にはローマ字の「TVチャンピオン」の文字が入っている。『TVチャンピオン2』の初回から通算4代目になるタイトルロゴへと変更している。

## 主な競技
大食い選手権
第1回目から2002年3月21日に放送された「元祖!全国大食い選手権（後編）東海道五十三次食べまくり決戦」まで行われていた最も代表的な競技（現在の状況については、「番組が世間に与えた影響」の項を参照）。
お花屋さん選手権
(フラワーアレンジメント選手権)
全国の花屋の中から選抜されたフローリストやフラワーデザイナーが花屋さんに必要不可欠な知識や仕入れなどを競ったりフラワーアレンジメントやブーケの制作を競い合い、作業の素早さや丁寧さ、またテクニックやセンスの良し悪し等から最も優れた花屋を決める競技である。第1回目はフラワーアレンジメント選手権というネーミングでデザインを審査員が採点してチャンピオンが決まる競技形式をとっていたが回を増すごとに改良され、2003年1月23日に放送された第5回「お花屋さん選手権 百花繚乱!!二日間売り上げ決戦」では実際に街角で作品を販売、売り上げの多い者が優勝するという競技が行われた。
手先が器用選手権
その名の通り、一番手先が器用な人を決める競技である。指先のテクニックはもちろん、精神力の強靭さが必要とされる。初期の頃は1円玉を立ててドミノを完成させたり、小さいサイコロをピラミッド状に積み上げたりする競技が多かったが、後期は決勝戦にプルプルラビリンスと呼ばれる電流イライラ棒を小さくしたような装置を誰がいち早くクリアできるかを競っていた。余りにも競技の難易度が高かった為、2度の「チャンピオンなし」が発生（後述）。派生として様々な物を指定された形状に積み上げる「積み王」も行われ、手先が器用王の歴代チャンプも数多く勝ち残っていた。
コロコロからくり装置王選手権
ルーブ・ゴールドバーグ・マシンのことを番組内ではコロコロからくり装置と呼ぶ。ボールや水、木材や板金等を組み合わせ、人間の手で簡単にできる事をわざわざ壮大な装置でやるという競技。例としてミルクとコーヒーをゴムの動力で動くスプーンで混ぜてカフェラテを作ったり、プリンをボウリングの球で角を潰して皿に盛るなどというものがある（輪ゴムクラフト王選手権の決勝ラウンドでも同じような競技が行われた。輪ゴムを利用したからくり装置である）。第1回から第3回まで、連続で「埼玉 板金職人チーム」が出場している。
プロモデラー王選手権
フィギュアやジオラマ制作を専門とする人が集う競技。トップクラスの人材が参加し神業的な作品を披露するため、視聴者の間では人気の高い競技である。特に歴代チャンピオン・山田卓司と特撮も手がける名モデラー・寒河江弘（後のフィギュア王チャンピオン）が対戦した回は歴代屈指の名勝負として誉れ高い。また、ミニ四駆のみを題材にしたものも何度か行われていた。
ダンボール王選手権
ダンボールを利用した作品で勝負する。2003年7月3日と2004年6月10日の大会の第1ラウンドではダンボールで出来たレーシングカーを造り、実際にレースをして勝敗を決めるという競技もあった。
バルーンアート王選手権
風船を使ってオブジェを作ったり、バルーンアートの技術を競う。
甘味（女）王選手権
スウィーツや菓子に関する知識に自信のある甘党選手達が集う。男女混合の大会もあれば、女性選手限定の「甘味女王」大会もある。菓子の店名と名前を当てるクイズでは問題の菓子を完食してからでないと回答権が得られないため、菓子をできるだけ速く（そして美しく）口に入れる数々の技が生まれた。
もちつき王選手権
新年最初に行われる競技。日本全国から選りすぐりのもちつき名人や達人が集結し、もちつきの競争やもち料理等でチャンピオンを決める。奈良県奈良市の和菓子店・中谷堂が2005年、2006年2連覇。
ペーパークラフト王選手権
ペーパークラフトによる技術でチャンピオンを決める。通常のペーパークラフトは小型の作品が一般的だが、決勝戦となると、高さ1メートル以上の壮大な作品を製作する事もある。
親子漢字王選手権
親子で漢字による様々な知識を、問題などで競う。しかし、不正により放送中止となった回がある（後述）。
発泡スチロール王選手権
競技内容は、「ダンボール王選手権」とほぼ似ている。当番組では、発泡スチロールの事を「変幻自在の白い恋人」と異名を付けていた。
小学生IQ王選手権
クイズ番組ブームの中、開催された競技。大人でも首を傾げる程のなぞなぞやパズルの難問を選手達は難なく正解していった。
レゴブロック王選手権
世界的に有名なパズルブロック「レゴ」。これを利用した作品を多数手掛けた人達が集う競技である。第2回の大会の決勝ラウンドではレゴブロックの本場であるデンマークまで行き、そこに住んでいるデンマーク選手2名と対決した。この時の優勝トロフィーはレゴブロックで出来ていた。2010年4月15日と2011年7月21日にこの競技の特番を放送した。
ゆるキャラ日本一決定戦
全国のふるさとや名産品などをアピールするゆる〜いキャラクターを略してゆるキャラと呼ぶ。その頂点を決める戦い。全国8ヶ所で地方予選が行われ、161人が参加した。そして審査の結果30人が全国大会に進んだ。全国大会では耐久レースやバトルロイヤルなどが行われた。
回転すし職人選手権
回転すしの職人がその技術を競った。特に早握り対決では相手が握ったお寿司を食べて妨害する事が許された為、選手がなりふり構わずに相手の寿司を食い潰す姿が視聴者の笑いを誘った。
ドールハウス王選手権
色々な建物をモデルとして、どのドールハウスがよく出来ているかを競うのが基本的なルール。本物により近づけるように一点一点細かく作っている為、「手先が器用選手権」の選手並の器用さが必要とされる。
氷彫刻王選手権
氷のブロックを削って、作品を作る。美術的な作品も多く、「手先が器用選手権」のような慎重かつ細かい作業で作られる彫刻もある。
アキバ王選手権
アキバ系ブームを受けて行われた、実際のアキバ系オタク達によるオタク知識を競う競技。
アニメキャラのセリフから作品名とキャラクター名を答え声優本人からご褒美をもらう、秋葉原のディープスポットを巡り問題に答える、出場者自慢のお宝のオタク系審査員による採点、渋谷系ギャルやキャバクラ嬢等オタクとは縁遠い女性から抽選で当たった女性をファイナルまで残った出場者でそれぞれプロデュースし巫女さん等オタク好みに変身させ、集まったオタクの前で披露し投票してもらう等でチャンピオンを決めた。
マグロ漁師王決定戦
青森県大間町を舞台にマグロの一本釣りで勝負。ルールは10日間、普段通りに漁を行い、期間中一番重いマグロを釣り上げた選手が優勝。一本勝負で行われる。なおこの選手権は2時間スペシャルとして放送された（『TVチャンピオン2』でも2時間スペシャルで放送）。
無人島王選手権
無人島を舞台に「野人」たちが火起こし・食糧確保などで点数を競い合った後、上位2名が筏を作って島を脱出し有人島を目指す。先にたどり着いたほうがチャンピオンとなる。なお、筏の材料は島に漂着したゴミ・自然物しか使ってはならない。
『TVチャンピオン2』では3時間スペシャルも放送。
引越し屋さん選手権
家具を運ぶリレー競技やダンボール早作り対決などの競技が行われた。なおこの選手権は各企業3～4名の代表のチーム戦。松本、サカイ、アーク、ダックなどが出場した。
特殊メイク王選手権
特殊メイクアーティスト・JIROが神業のごとく、有名人そっくりメイクや動物変身メイクなどの特殊メイクを施した。
美容師王選手権
男性・女性共、モデルとして髪型を変えていく。美容師王選手権
ジャグラー王選手権
当時日本で第一線で活躍するお手玉の達人が野菜など異形な物を回しタイムを競ったり、中国コマの高さを競ったりした。最終的には各ジャグラーのパフォーマンスショーを観客に投げ銭という評価で勝敗を決めた。
パチプロ王選手権
1992年にプロアマ混合参加型の「パチンコ王選手権」としてスタートし、その形態で3回続く。1996年より業界人（パチンコライターやパチプロ・パチンコ雑誌編集者）に対象を絞った「パチプロ王選手権」としてリニューアルした。試合内容としては、パチンコに関するクイズが出されたり早当たりによる勝ち抜け（主に第1ラウンドや敗者復活戦）、出玉勝負（2人羽織や時間指定でのパチンコマラソンなど）で勝負する。1998年や1999年の大会では台湾やハワイの現地パチンカーと対決している。また、別企画として女性のみを対象としたパチプロ女王選手権も存在した。
また、「サンドアート王選手権」や「氷彫刻王選手権」などの決勝ラウンドで会場付近の住民が選手達に応援の差し入れを出す事がある。
新幹線王選手権
第1回と第2回の2回開催されたが、この対決のように、回ごとに対決内容が違うものも存在した。
第1回の第一ラウンドは東北新幹線東京〜盛岡を往復する列車の車内でクイズを出題し、敗者復活戦進出者と第二ラウンド進出者を振り分け、敗者復活戦に勝った選手と第二ラウンド進出者で、第二ラウンドを行う。東京駅を起点とし、出題された写真の目的地に向かってから東京駅に戻るという対決を行い、上位3人が最終ラウンドに。
最終ラウンドは、スタジオにてクイズを出題し、正解して得たポイント分コマを進め、先にゴールした選手が優勝となった。
第2回の第一ラウンドは、新幹線総合車両センターの車両が保存されているエリアでクイズ対決を行い、上位4名が第二ラウンドに進む。
第二ラウンドでは、仙台駅をスタートとし、収録当時のJR東日本管内で運行されている新幹線すべての愛称の列車に乗り、東京駅に到達する時間を競い、上位3名が最終ラウンドへ進出。
なお、下車した駅ではミッションが課せられ、クリアしないと先に進めないため、計画が狂った選手もいた。
最終ラウンドでは、東海道新幹線の多摩川橋梁河川敷で、第一ラウンドよりも難易度がさらに高いクイズ対決を行い、先にゴールした選手が優勝となった。
この対決中、ドクターイエローが偶然通過するサプライズがあった。
なお、2大会共に、当時日本車輌に勤務している選手が優勝だった。
魚通選手権
1992年に第1回が開催され、味や匂い、写真の一部などから魚(エビやカニなど甲殻類を含む)の名前を当てるクイズなどが出題される。水産センター職員や学者などが出場した。第3回には当時高校3年生の宮澤正之が出場し、優勝は逃したものの中村有志が「さかなクン」と呼び人気を博した。類似の企画として熱帯魚通選手権や魚屋さん選手権なども開催された。
さかなクンは第3回の準優勝の後、第4回→第5回→魚のプロ日本一決定戦→第6回→第7回を5連覇し殿堂入り扱いとなり、後の企画ではイラスト提供や審判役など出題者側で出演した。

## 過去の主なチャンピオン
- 全国プロモデラー選手権（山田卓司）
- 全国お花屋さん選手権（柿崎順一・桜井慎・馬場政好）
- 全国折り紙王選手権（神谷哲史）
- 全国大食い選手権（伊藤織恵・赤阪尊子・中嶋広文・小林尊・白田信幸・風間博正・安達孝行ほか多数のフードファイター）
- 全国魚通選手権（さかなクン（本名名義））
- 全国犬通選手権（北村まゆみ）
- 全国温泉通選手権（井上隆徳）
- 文房具通選手権（高畑正幸）
- 東京ラーメン王選手権（石神秀幸）
- 東京甘味王選手権（池田浩彰）
- 手先が器用選手権（原口高陽）
- 手先が器用選手権2005（紀藤英智）
- 和菓子職人選手権（高橋弘光）
- カレー王選手権（金子載）
- 寿司職人選手権（川澄健・菊池一男ほか多数の寿司職人）
- ゲーム王選手権（和田俊輔）
- ジャグラー王選手権 （Mr.アパッチ、矢部亮）
- ユーミン通選手権（沢山まこと）
- 木のおもちゃ職人選手権（遠藤裕）
- 木のおもちゃ王選手権（清水郁太郎）
- フィギュア王選手権(寒河江弘)
- パチプロ王選手権（広瀬元也・大崎一万発）
- ケーキ職人選手権（小山進）
- 鼻大王選手権（木村克己）
- ニューハーフ料理名人選手権（麻里亜）[3]

## 番組でのエピソード・珍事
チャンピオンが出なかった回
2001年8月23日に放送された「手先が器用選手権」黄跟宝vs原口高陽vs樊星涛、2003年11月27日に放送された「新・手先が器用選手権II」紀藤英智vs前田中（まえだ・あたる）では、2回とも決勝の競技をクリアした人が現れなかったため「チャンピオンなし」という結果になった。
正誤判定ミス
2004年7月29日放送「小学生やわらかIQ王選手権」の決勝ラウンドで、「重さの異なる偽物のコインをはかりを使って判別する問題」が出題された。この中である選手(以下：B選手)が出した答え（内容的には不正解）を、判定チームのミスにより（必ずしも確実に判別できる解法ではないにもかかわらず）正解としてしまうことがあった。詳細は以下の通りである。
問.「金貨が10枚ずつ入ったA・B・C・Dの４つの袋がある。4つの袋のうち10枚すべてがニセ金貨の袋がある。ニセ物の袋は１つとは限らない。本物の金貨は1枚10g、ニセ物は1枚9g。金貨は袋から何枚取り出しても良い。はかりを1度だけ使ってニセ物の袋を見つけるにはどうすればよいか」
A選手の解答「A：1枚　B：2枚　C：4枚　D：8枚」
問題の正解は複数存在し、A選手は上記の解答で正解を出した。15枚全部が本物ならば150g。はかりに乗せた結果は144gで、6g(6枚分)少ないことになり、BとCの袋の金貨がニセ物ということになる。
B選手の解答「A：1枚　B：3枚　C：5枚　D：7枚」
番組側が誤って正解としてしまった不正解の解答である。16枚全部が本物ならば160g。はかりに乗せた結果は152gで、8g(8枚分)少ないことになり、BとCの袋の金貨がニセ物であると番組側が正解にしてしまったが、この解答ではAとDの袋の金貨もニセ物といえるため、ニセ物を判別することができない。
結果的にこの選手のワンサイドゲームで決勝が終了したためか後日事情が説明された際も大事には至らず、順位に影響は出ていない。なお、この選手は2004年11月の第2回大会でも優勝し2連覇を達成している。また、2005年5月5日の「親子なぞなぞIQ王選手権」では彼の母と妹がペアを組んで出場、こちらもチャンピオンに輝いている。
2005年6月16日放送「なでしこ中高生 美しい日本語王選手権」の決勝ラウンドで、両者優勝にリーチをかけた場面で「わずかに明けた夜明けを何と呼ぶか?」という早押し問題が出題された。この問題に対し最初に解答権を得た解答者が「曙」と答え不正解となり、その後もう一方の解答者が「東雲」と答えこれが正解、優勝となった。しかし、後日専門家の意見で「曙」でも不正解とは言い切れないことが判明したため、番組側は「曙」と答えた準優勝の選手に対して「優勝と同等の表彰を行う」とした（準優勝した選手のブログによると、優勝者と同額の賞金50万円が支払われたようである）。
なお、この例題は『金田一少年の事件簿』の「ファイル8　首吊り学園殺人事件」の作中において、主人公の金田一一が入塾試験として数学担当の女性講師（事件の真犯人）から出題された時の問題を参考に作られている。
やらせ疑惑
2000年春に放送予定だった「親子漢字王選手権」で、あまりにも解答者の正解率が高いため製作者側の判断でわざと不正解させるという事件があった。このことや収録が深夜に及んだことなどで選手側から抗議を受けた結果として、この回は収録はされたものの放送中止となってしまった。2000年4月か5月の放送でチャンピオンとトークしたときに番組内で字幕テロップによるお詫びと訂正を表示した。
リタイアした出場者がスタッフの仕込みではなく、普通に客として正解メニューのある店に来店していた
2005年9月15日放送「アキバ王選手権」でラウンド2の最終決戦において、「秋葉原エリアにある店のメニューの一部を見てそのメニューがある店に行き、そのメニューを注文する」という問題があった。答えは、「ひよこ家」の「謎のジュース」というドリンクで、「ひよこ家」に一番先に辿り着いて「謎のジュース」を注文した出場者がラウンド3に進めると言う仕組みであった。先に辿り着いた出場者が注文後「（先に）誰かいる（来てる）?まさか」と尋ねた際、ラウンドMCの山崎まさやが、ラウンド1でリタイアした出場者が普通に客として店に来ている事を告げて再会と言う事があった。その時、山崎「普通にいるんです」、出場者「マジですか？」、山崎「仕込みじゃありません」と言うやり取りがあった。尚、1ラウンドでリタイヤした出場者はその店の常連客である。

## 番組が世間に与えた影響
- 大食い（フードファイト）を世に知らしめたのはこの番組の影響が大きい。2002年に番組の真似をして中学生が死亡する事故が起き、影響により『TVチャンピオン』での「大食い」シリーズ（BSジャパンの時差放送では「大食い」以外の別のシリーズに差し替え）とTBS系『フードバトルクラブ』の放送が打ち切られた。そのから約3年後の2005年4月11日に『TVチャンピオン』枠ではなく「月曜エンタぁテイメント」枠内で『元祖!大食い王決定戦』（「月曜エンタぁテイメント」としてではなく単発タイトルとして放送）として約3年間の沈黙を破り復活した。なお、同番組と後継番組では大食いを取り扱わないことになっている（類似の企画として、「デカ盛り王選手権」を行っている。大量の食べ物を食べる競技も含まれるがこちらも早食いはさせないことになっており、デカ盛りの店舗の知識などにも幅を広げて大食いを連想させないようにしている）。また、出演者の中には後に過食嘔吐症であることを告白していたり、次の対決のためにわざと嘔吐したりしていた事を告白している者もいる。ジャイアント白田自身も「ラーメンを大量に食べた翌日に尋常じゃない浮腫み方をした」「大学生なのに痛風の数値が出ていた」と有吉ジャポンにて告白し、同席していた新井和響も「体には良くないからね」と懐旧していた。
- この他にも「完食」や「味変」といった、現在では大食い目的ではないグルメ番組などでも一般的に使われるようになった言葉を生み出したのもこの番組の影響によるものだと言われている[5][6]。
- 1995年に放送された「中高生お菓子名人選手権」のチャンピオン・柳迫さやかが、後に森永乳業に入社。デザート製作に専念し、現在小売店などで2005年3月から販売の「とろふわプリン プティポ」を手掛けたことが話題となった（現在では、普通味のプリンや「抹茶味」の他に「いちご味」「キャラメル味」「ロイヤルミルクティー味」が販売されている）[7]。
  - これに関連して発売から半年経った2005年9月中旬ごろ、パッケージに“「TVチャンピオン」菓子作り名人になった私が作りました。”という文言を入れたところ売り上げが3か月で60%近い伸びを示したというエピソードが残っている[8]。

## 一時期で終了した企画
スタジオゲストの優勝者予想
決勝が始まる前にスタジオのゲストが、残った選手の中から「誰が優勝するか?」を予想する企画。予想が的中すると視聴者1人に10万円分の商品券がプレゼントされる。
1995年4月6日から1996年9月19日まで放送。
「2本立て、3本立て」
「1ラウンド、または1時間弱」で決着がつく選手権を1回の放送で2つないし3つ放送するというもの。1ジャンルあたりのオンエア時間が短いこと以外、基本のフォーマットには変わりがなかった（ただし、選手の紹介ロケVTRがカットされる場合あり）。
1996年1月4日から5月2日の間に、合計6回・13ジャンルの選手権が放送された（1996年1月4日放送分のみ「3本立て」、それ以外は「2本立て」であった）。
「私にかかってきなさい!」
「マニアックすぎる技を持つ達人を紹介し、その対戦相手を募集する」のコンセプトのもとに、“奇人変人”な方々を紹介するロケコーナー。番組の冒頭10〜15分、選手権本編からは先行して流れ「ちくわ笛達人」「バブルリング達人」「けん玉達人」などが紹介された。出演者はアメリカザリガニ、パッション屋良。
2005年9月29日から12月1日放送分の間に、合計8回放送された。

## 復活番組放送日
放送日時は日本標準時。視聴率はビデオリサーチ調べ。
1. 『TVチャンピオン特別版 レゴブロック王選手権2010』（2010年4月15日 19:58 - 21:48） 視聴率 6.5%
2. 『TVチャンピオン夏休み特別編 家族対抗！金魚すくい王選手権』（2010年8月9日 20:00 - 20:54） 視聴率 4.5%
3. 『TVチャンピオン夏休み特別編 夫婦対抗！中華料理人選手権』（2010年8月16日 20:00 - 20:54） 視聴率 3.0%
4. 『TVチャンピオン夏休み特別編 小学生料理王選手権』（2010年8月23日 20:00 - 21:48） 視聴率 6.6%
5. 『TVチャンピオン特別版 レゴブロック王選手権2011』（2011年7月21日 19:58 - 21:48） 視聴率 %
6. 『全日本コロコロからくり装置王決定戦!』[注 10]（2022年3月20日 18:30 - 21:00） 視聴率 %[9]

## 主題歌
メインテーマ
- Why Can't We Be Friends / Smash Mouth（2005年5月のリニューアルから終了まで、オープニング・エンディングにて使用）
- エピローグ / ジェームズ・ニュートン・ハワード（ディズニー映画『ダイナソー』の劇伴。2002年4月から2005年4月までスタジオオープニング・チャンピオンのスタジオ登場時・エンディングの王者の岩を持ち上げるシーンで使用）
- A NIGHT AT THE OPERA / Louis Clark（『Hooked on Classics』に収録。イントロ部とアウトロで演奏される「ハレルヤ」（原曲はヘンデル作曲）の部分が長年にわたり提供クレジットや王者の椅子に座るシーンで使われていたが、2002年4月のリニューアル以降は一切使われなくなった。なお、この曲は「ハレルヤ」以外に「カルメン」も使われていた）

歴代エンディングテーマ
2002年3月まで本編エンディングに使用。同年4月以降はテーマ曲自体が廃止され、「エピローグ」が使われていた。ただし、同時ネット局のみ流される本編終了後の告知部分でエンディングテーマは残されていた。
- 虹を見たかい / 安藤治彦
- そこにいないあなた / 下村成二郎
- 想い出のWater Moon / LINDBERG
- 夢を見させて / カルロス・トシキ
- クレイジー・ラブ / スターダストレビュー
- 赤と緑のリボン / 和久井映見
- Beauiful / GARDEN
- 君のいない夜なんて / 鈴木康博
- 夢の破片探しに / 有坂美裕
- どこでもCHU / 浅田真季
- 風 / 法城慎一郎
- ダイアリー / Dual Dream
- 11枚の手紙 / 吉村麻季
- days go by / Something ELse
- あいをしんじて / esq
- 夜を越えたい / アップル&ペアーズ
- いいじゃない / Dual Dream
- 愛のち・か・ら・こ・ぶ / THE ME
- わがままにあたりまえに / BEREEVE
- それでも地球はまわる / 神山剛
- DRUNKER / Rose of Rose
- もう一度今を選ぶかな? / Temiyan
- ブランコ / 吉田直樹
- ガーベラ / 松本梨香
- 君の名を呼んだ / 陣内大蔵
- 徹底的運命 / シェキドル
- Slow down / 永井龍雲
- 虹 / 紙ふうせん
- 単純 / ラヴァーフェニックス
- 諦めさえしなければ / 堀内孝雄
- Keep on... / GaGaalinG

競技内で使われたBGM
- ラウンドタイトルのアタックBGM
  - アイヤ・ハラホロ / 谷啓(1992年 - 1995年、競技VTRのスタートおよびCMへのアイキャッチ音として使用。)
  - 電脳警察サイバーコップ アイキャッチ / 新田一郎(1992年 - 2002年、クロスプログラムでの番組宣伝でも使用された。)
- チャンピオン決定時に流れたBGM
  - Can't Stop the Classics, Pt. 2 / Louis Clark (『Hooked on Classics』に収録。原曲はリヒャルト・ワーグナーのニュルンベルクのマイスタージンガー第1幕への前奏曲、モーリス・ラヴェルのボレロ。)
  - エアフォース・ワン (映画) メインテーマ / ジェリー・ゴールドスミス
  - 2023年放送の『TVチャンピオン3』でも上記2曲が使用された。

## スタッフ

### レギュラー放送時代
- 構成：藤岡俊幸、政宗史子、黒岩勉、小泉せつ子、石井裕之、石田章洋
- リサーチ：フォーチュンスープ（以前はブレーン）
- ロケ技術：堂本昌宏、吉田誠、築舘寛、橋本弘行、伊藤昌行、長田洋平、宮川量康、森村吉則、丸山宗広、北條英樹
- 技術：田中圭介、岩田伸一、安西正行（安西→以前はカメラ）、浜田和義
- 映像：佐藤誠二、田中健二、鳥飼雄一（鳥飼→以前はカメラ）、葛西雅弘、大崎雅典、伊藤和孝
- カメラ：北村宏一、近藤剛史、風間誠、高柳道也、石田和良、谷口誠
- 音声：西山恵美子、田中英治、有馬拓也、飯嶋康生、斉藤孝行、五十嵐公彦、大津幹弘
- 照明：水野暁夫、高柴圭一
- ロケ編集：久田宗里、山崎伸行、森咸志、荒井英雄、遠藤誠、橋本竜也、市川敏之、角埜吉宏、吉岡明広、松井佐登子、上ノ山昌子
- ロケ美術：箱田一郎、星山隆茂、下吉克明
- デザイン：薬王寺哲朗（以前は美術進行）、斎藤宗志
- 美術進行：野本和広
- 大道具：千葉勇治
- 小道具：樋口光四郎
- 電飾：高橋修
- メイク：山田かつら
- ビジュアルフォーマット：松本哲也
- 編集：堤晴人、大越克彦、三井慎一郎
- MA：村上伸一、白井稔也、大山泰造、長瀬貴広
- CG：ケネックジャパン（2005年5月26日放送分から）
- タイトルロゴ.キャラクター：対比地一正+DATATA
- 音響効果：小関尚孝（OPUS-1）
- TK：北村伊都子
- 番宣：松山進、小林亜加子、國安百合、豊島晋作、岡仁（テレビ東京）
- 演出補：露木寛子、塩原幸雄、荻野和人、中野万作、平田陽一
- AD：陳賛淑、横山敦士（以前は制作進行）
- 制作進行：橋本崇、玉川晃、市葉純一、斎藤愛（ゼロクリエイト）、新井若菜、山口剛、高橋由佳、高柳奈緒子、金子永、深見一樹、関根健二、井汲亜紀子、武井陽介（ホールマン）
- ディレクター：井上陽二郎、陶山達也、高橋健二、中嶋征宏、稲葉則央、橋本元康・神山友和（ホールマン）、立野明史、関本文彦、石川修（ゼロクリエイト）
- ロケ演出：堀江一成、土方教裕、小野元照、手塚政之・江幡洋二（ホールマン、手塚→以前はプロデューサー）、横井仁、小口基輝、本道英門、西重雄、内山慶祐（ゼロクリエイト）、佐久間宣行、石井辰之介、圡方真（テレビ東京、佐久間・圡方→以前は演出補）
- 演出：越山進、永田浩一、澤井伸之、大庭竹修（越山・大庭竹→共に以前は演出補）、株木亘、三沢大助、森田昇（テレビ東京）
- プロデューサー：桜井卓也、永井宏明、斎藤勇（テレビ東京）／酒井英樹（ゼロクリエイト）、久保和也、新美信二（ホールマン、以前はディレクター）、安西義裕（GUTS）
- チーフプロデューサー：多田暁（テレビ東京、以前はプロデューサー・演出）
- 技術・美術協力：テクノマックス、テレビ東京アート、ライズカンパニー、パワービジョン、アビス（ABYSS）、LOOP、港家、CC Factory、麻布プラザ、4DS、ヴィジュアルベイ（VISUALBAY）
- 音楽協力：テレビ東京ミュージック
- 制作協力：ホールマン、零CREATE
- 製作著作：テレビ東京

### 2012年7月3日放送分
- 構成：カミヤチョウ、石井裕之、寺坂直毅
- TD：吉田健吾
- カメラ：野瀬一成
- 照明：井町成宏
- 音声：西山恵美子
- ロケ技術：宮川量康、野中康弘
- アートプロデューサー：薬師寺哲郎
- デザイン：三重野基
- 大道具：長島直
- 小道具：植田幸奈
- 電飾：平野拓也
- アクリル装飾：八島貴広
- ロケ美術：和田修吾（ル・オブジェ・アール・スタジオ）
- ロゴデザイン：OHRYS BIRD
- CG：大隈商店
- 編集：富田一弘
- MA：武田明賢
- 音効：松田創（tree BLUE BEAT）
- 技術協力：テクノマックス、テレビ東京アート、港家
- AD：桐生拓典、石谷浩貴、萩原樹
- ディレクター：杠政寛、古畑雅之、辻正記
- ロケ演出：西重雄
- プロデューサー：荻野和人、酒井英樹
- 総合演出P：株木亘
- 制作協力：零CREATE
- 制作著作：テレビ東京

### 全日本コロコロからくり装置王決定戦!（2022年3月20日放送分）
- 構成：キシ、髙橋秀一、コバヤシマナブ
- TD：野瀬一成
- カメラ：徳織雅彦
- VE：山本岳大
- 音声：佐藤達也
- 照明：和氣義幸
- 美術プロデューサー：仙田拓也
- デザイン：岩本朝美
- 大道具：工藤義昭
- 小道具：舘直樹
- 電飾：長谷川達彦
- メイク：山田かつら
- ロケ技術：丸山宗弘（パワービジョン）、山田洋和（池田屋）
- オフライン編集：田中寛人
- 編集：木村有宏
- MA：柳智隆
- 音効：冨田昌一、松本凌
- 宣伝：澁谷牧代
- デスク：出家李紅
- TK：太田美沙
- 技術協力：スタジオWELt
- AD：太田優衣、西村創央、陳曉蔚、佐手優斗、岩間瑞季、戸邉綾香
- AP：藤原華歩、大谷真弓、衛藤彩奈、安立吏穂
- ディレクター：佐藤秀樹、伊差川竜也、木村諒、井上康紀、後閑雄介
- 演出：萩森豪
- 総合演出：倉田敬之
- プロデューサー：髙橋一馬、福岡隆幸、原田里美、石井辰之介
- チーフプロデューサー：内田久善
- 制作協力：ROFL、エレファント社
- 製作著作：テレビ東京

### 過去のスタッフ
- プロデューサー：太田哲夫、犬飼佳春（テレビ東京、太田→以前は総合演出）
- ディレクター：佐藤千春、町田貴、鈴木康彦、石井秀一（石井→以前は制作進行）、川島成友、森健、奧田照美、鹿野裕昭、富田晶子（ホールマン）、丸山剛、横井仁、村上健一、瀧原栄一、藤原千里、八木沼邦彦（八木沼→以前は制作進行）、前川誠、池田水穂子、松尾知明、今井勘太、松山尚広（ゼロクリエイト）
- 制作進行：松木大輔、山下真理子、小板橋通雄、横山勉、貝田彩、佐藤由幸、横井武志、齋藤和明、田中次郎、河合邦人、佐藤弘之、八木知洋・岩崎優（ホールマン）、帆足誠仁、内田拓志、菊地真介、今井勘太、浦弘二、降幡健太郎、垣東充生、石塚忠宏、森下景右、内海雅、寺野慎一郎、藤枝誠、井上嘉子、吉野友紀子、高瀬淳子、都築寿雄（ゼロクリエイト）
- ロケ演出：白井章満（以前はディレクター）、鈴木隆浩（ゼロクリエイト、以前は制作進行）、奧(奥)山豊（以前は制作進行）、升田智晴（ホールマン）
- ロケ編集：田中孝史、渡辺正宏、行木忍、星田孝、前田幸祐、村田忠晴、大松大介、稲垣浩二、大本隆義、倉若奈々、十川海次郎、濱田昇、名和田健介、須永美佐子、波江野剛、中尾逸子、飯田健一、金本一仁、松浦良夫
- ロケ技術：大竹繁夫、後藤弘幸、野崎保志
- 構成：福地邦夫、高瀬真尚、下尾雅美、斉藤振一郎、善入茂雄、外山信行、水上昌子、野村安史
- 技術：三原正弘、小森和一、前田博司
- 映像：村田豪、野崎秀人、中林明浩、石田秀徳、澤谷忠則、小出薰
- カメラ：笹村武史、桜井典雄、橋本尚志、田中寿子
- 音声：奈良初男、村松敏男、松本直人
- 照明：小川圭介、平井務
- 美術：宇都木民雄
- デザイン：監物幸代
- 美術進行：五月女裕之、森本士朗
- 大道具：石塚誠一、藤根太郎、三原光史
- 電飾：南陽謙一、瀬之口康弘、鳴瀬洋子、恩田恵造
- キャラクター：島崎光弘
- メイク：玉村ルミ
- 編集・MA：山岸富則、鳥井勇、小勝豊一
- 演出補：市村剛、柳澤健一郎、島本亮（島本→現フジテレビ）、角田康治
- 広報→番宣：島田政明、大塚淳、丸田晋、宮岡貞成
- 演出：只野研治、岡部紳二、岩尾庄一郎、小長光信（小長光→以前は演出補→ディレクター）、菅直満、大原潤三（テレビ東京）

### 『TVチャンピオン3』（2023年12月17日放送分）
- 構成：外山信行、デーブ八坂、坂本龍二
- TD：千明浩史
- カメラ：風間誠
- 音声：光山由貴子
- 美術プロデューサー：本橋智子
- セットデザイン：篠田幸実
- 美術進行：政所美咲
- 大道具：増山達也
- アクリル装飾：川満貴志
- 電飾：宮田智博
- メイク：山田かつら
- 宣伝：結城慶
- デスク：後藤由枝
- 音効：大久保吉久（ヴェントゥオノ）
- ロゴデザイン：清水艦期
- CG：アイヴリックスタジオ
- ビジュアルクリエイト：村田清和
- 編集：真田卓
- MA：坪井翔太
- 技術協力：D☆Dファクトリー、港家、ライズカンパニー
- 和菓子職人選手権
  - ディレクター：本道英門・入山真也（共にHearts）
  - 演出：小口基輝（Hearts）
  - プロデューサー：酒井英樹（Hearts）
  - 制作協力：Hearts
- 手先が器用選手権
  - 演出：橋本崇（Hearts）
  - プロデューサー：新美真二（ホールマン）、大内涼子
  - 制作協力：ホールマン
- ダンボールアート王選手権
  - AD：西田舞、竹内涼馬
  - 制作進行：佐藤弘興
  - ディレクター：依田穣
  - 演出：立野明史
  - プロデューサー：今井勘太・岡本舞（共にロケットエンタテインメント）
  - 制作協力：ロケットエンタテインメント
- AD：原眞美
- 演出：石井辰之介（エレファント社）
- プロデューサー：内山慶祐（エレファント社）、桜田江利子
- 制作協力：エレファント社
- 総合演出・プロデューサー：株木亘（テレビ東京）
- 統括プロデューサー：越山進（テレビ東京）
- 製作著作：テレビ東京

### 『TVチャンピオンへの道!!』出版時のスタッフ
1997年7月19日出版

#### 出版スタッフ
- プロデューサー：村嶋隆子（テレビ東京）
- 文：ゆうむはじめ
- 取材：圷直樹
- カバーデザイン：五十嵐たかし
- イラスト：川内宗康
- 取材・編集：尾和みゆき（データハウス）

#### 番組スタッフ
- プロデューサー：多田暁、太田哲夫（テレビ東京）、石川修（ゼロクリエイト）、白川健夫、手塚政之（ホールマン）
- ディレクター：村上健一、新美信二、酒井英樹、橋本元康、白井章満、森健、横井仁、鹿野裕昭、松山尚広、土方教裕
- 構成：藤岡俊幸、石田章洋、政宗史子
- 制作協力：ゼロクリエイト、ホールマン
- 製作：テレビ東京

## ネット局
| 放送対象地域   | 放送局         | 系列                          | ネット状況 | 備考                |
| -------------- | -------------- | ----------------------------- | ---------- | ------------------- |
| 関東広域圏     | テレビ東京     | テレビ東京系列                | 【制作局】 | 【制作局】          |
| 北海道         | テレビ北海道   | テレビ東京系列                | 同時ネット |                     |
| 愛知県         | テレビ愛知     | テレビ東京系列                | 同時ネット |                     |
| 大阪府         | テレビ大阪     | テレビ東京系列                | 同時ネット |                     |
| 岡山県・香川県 | テレビせとうち | テレビ東京系列                | 同時ネット |                     |
| 福岡県         | TVQ九州放送    | テレビ東京系列                | 同時ネット |                     |
| 岐阜県         | 岐阜放送       | 独立局                        | 同時ネット |                     |
| 滋賀県         | びわ湖放送     | 独立局                        | 同時ネット |                     |
| 奈良県         | 奈良テレビ     | 独立局                        | 同時ネット |                     |
| 和歌山県       | テレビ和歌山   | 独立局                        | 同時ネット |                     |
| 青森県         | 青森テレビ     | TBS系列                       | 遅れネット |                     |
| 岩手県         | IBC岩手放送    | TBS系列                       | 遅れネット |                     |
| 宮城県         | 東北放送       | TBS系列                       | 遅れネット |                     |
| 秋田県         | 秋田放送       | 日本テレビ系列                | 遅れネット |                     |
| 山形県         | 山形放送       | 日本テレビ系列                | 遅れネット | [ 注 11 ]           |
| 福島県         | 福島テレビ     | フジテレビ系列                | 遅れネット |                     |
| 新潟県         | 新潟総合テレビ | フジテレビ系列                | 遅れネット | [ 注 12 ]           |
| 富山県         | 北日本放送     | 日本テレビ系列                | 遅れネット |                     |
| 石川県         | 北陸放送       | TBS系列                       | 遅れネット |                     |
| 福井県         | 福井テレビ     | フジテレビ系列                | 遅れネット |                     |
| 山梨県         | テレビ山梨     | TBS系列                       | 遅れネット |                     |
| 長野県         | 長野放送       | フジテレビ系列                | 遅れネット |                     |
| 静岡県         | 静岡朝日テレビ | テレビ朝日系列                | 遅れネット |                     |
| 三重県         | 三重テレビ     | 独立局                        | 遅れネット |                     |
| 鳥取県・島根県 | 山陰放送       | TBS系列                       | 遅れネット |                     |
| 広島県         | 中国放送       | TBS系列                       | 遅れネット |                     |
| 山口県         | 山口放送       | 日本テレビ系列                | 遅れネット | [ 注 13 ]           |
| 徳島県         | 四国放送       | 日本テレビ系列                | 遅れネット |                     |
| 愛媛県         | 南海放送       | 日本テレビ系列                | 遅れネット |                     |
| 高知県         | 高知放送       | 日本テレビ系列                | 遅れネット |                     |
| 佐賀県         | サガテレビ     | フジテレビ系列                | 遅れネット | [ 注 14 ]           |
| 長崎県         | テレビ長崎     | フジテレビ系列                | 遅れネット |                     |
| 熊本県         | テレビくまもと | フジテレビ系列                | 遅れネット |                     |
| 大分県         | テレビ大分     | 日本テレビ系列 フジテレビ系列 | 遅れネット | [ 注 15 ] [ 注 16 ] |
| 大分県         | 大分放送       | TBS系列                       | 遅れネット | [ 注 17 ]           |
| 宮崎県         | 宮崎放送       | TBS系列                       | 遅れネット |                     |
| 鹿児島県       | 南日本放送     | TBS系列                       | 遅れネット |                     |
| 沖縄県         | 沖縄テレビ     | フジテレビ系列                | 遅れネット | [ 注 16 ]           |
| 沖縄県         | 琉球朝日放送   | テレビ朝日系列                | 遅れネット | [ 注 17 ]           |

- BSジャパン[注 1]では日曜 19:30 - 20:54（JST。当該時間帯にプロ野球中継がある場合には、日曜日の昼または土曜日に繰り上げて放送される）に、1年以上前の内容を地上波の放送順ではないが地上波の放送終了後も継続して放送していた。
- 海外でも、ハワイでNGN（Nippon Golden Network。ケーブルTVの日本語専門チャンネル）が約1年近く遅れの番組を英語字幕付で放送しており（現地時間水曜 20:35 - 21:15。CMなし。日本で1回の放送を2回に分けて放送）、アメリカ本土やカナダなどでもテレビジャパンを通じ2005年10月から放送が開始されている（遅れ期間は不明）。
- ネット局によっては青森テレビ・山陰放送・中国放送・サガテレビ（一時期のみ）など、編成の都合から1時間に編集して放送する局があった。福島テレビでの視聴率は非常に高く、何度も再放送されていた。
- テレビ東京では1993年から1996年頃まで毎週日曜日午前11時台に、その後2000年頃までは毎週金曜日の午後1時頃に再放送されていたことがある。再放送は、ほとんどが1時間に編集されたものであった。

## 書籍
放映された内容を元に、番組本としては次の3冊が刊行されている。
- 大食い入門 ISBN 4-7897-0911-6 ソニーマガジンズ刊 1994年10月発行
  - 第1〜4回頃までの選手や登場した店の紹介。
- TVチャンピオンへの道!! ISBN 4-88718-370-4 データハウス刊 1997年7月発行
  - 番組で誕生した“通もの”チャンピオン20人にスポットを当て、選手権当時を振り返ったインタビュー等を掲載。また、チャンピオンおすすめの商品・スポットなどやコレクションの様子なども載っている。
- TVチャンピオン 大食い選手権 ISBN 4-575-29349-0 双葉社刊 2002年3月発行
  - 当時の大食い選手権で活躍していた選手たちへのインタビューや大食い選手権の裏側、過去の大食い選手権の歴史等をまとめている。

この他、「ぴあ」との共同企画でパンや横浜中華街の本を出版するなど多数。

## コンピューターゲーム
- TVチャンピオン（1994年10月28日、ユタカ）
  - このゲームではパチンコと大食いの2種目のみが扱われる。大食いでは、落下するわんこそばをキャッチしたり、岡持ちの中身を揃える神経衰弱を行ったりする。それでもステージごとに違った内容のミニゲームになるため、こだわりを感じる作品にはなっている。パチンコ競技では4ステージを行うが、各ステージごとに制限時間が60分の試合を行う、良く言えば大ボリュームの、悪く言えば冗長な内容であり、実際のプレイでは9対1の比率でパチンコの方により多く時間を使う。当時のゲームボーイは充電池が別売りのため、単3乾電池でプレイしている低年齢層にとってはかなり非経済的なゲームであったと言える。そのためクソゲー扱いされることもあり、『ゲームボーイクソゲー番付』では「もしかしてこれは、このゲームきっかけに本物のパチンコ王になって、単3乾電池に困らない経済力を身に着けろ、という開発者からの隠れたメッセージがあるのでは……いや、それはないか」と紹介されている[10]。